# Balta serraticauda
Balta serraticauda är en kackerlacksart som beskrevs av Morgan Hebard 1943. Balta serraticauda ingår i släktet Balta och familjen småkackerlackor. Inga underarter finns listade.